# Arxiu Municipal de Girona
L'Arxiu Municipal de Girona (AMGi) és l'arxiu de l'administració local de la ciutat de Girona, i s'ocupa de recollir, organitzar, conservar i difondre tota la documentació que genera l'Ajuntament, els seus patronats i les empreses municipals, així com gestionar, conservar i fer accessible la documentació històrica generada a la ciutat. Aquest servei, forma part del Servei de Gestió Documental, Arxius i Publicacions (SGDAP) de l'Ajuntament de Girona, juntament amb el Centre de Recerca i Difusió de la Imatge (CRDI), el Servei Municipal de Publicacions (SMP) i la Biblioteca/Hemeroteca de l'Arxiu Municipal.
A través del seu web es pot consultar l'hemeroteca digital amb més de 20 capçaleres gironines i alguns dels documents digitalitzats.

## Funcions

### Arxiu Administratiu
- Desenvolupar el sistema de gestió documental de l'Ajuntament.
- Acollir i gestionar els documents que provenen de les oficines municipals i que, atesa la seva vigència, són d'utilitat directa tant per a l'Administració municipal com per garantir els drets de la ciutadania.
- Assessorament en l'organització i gestió de fons i col·leccions:
- Com gestionar la documentació administrativa.
- Què cal conservar, què es pot eliminar.
- Quines dades de caràcter personal cal protegir.
- Com aplicar les tecnologies a la gestió de la documentació: digitalització, microfilmació, etc..
- Com preservar els documents electrònics

### Arxiu Històric
- Acollir i gestionar els documents que, prèvia avaluació i selecció, han estat conservats per tal de deixar constància i testimoni de l'actuació municipal.
- Custodiar els fons i les col·leccions documentals de particulars, entitats i organismes vinculats a la ciutat de Girona.
- Orientar els usuaris en la recerca documental.
- Preservar la informació històrica sobre esdeveniments, personatges, institucions i llocs de Girona.
- Organització i col·laboració en exposicions de difusió de la documentació.
- Col·laboració en activitats de difusió i formació entorn de la documentació.
- Identificació, datació i transcripció de documents antics.
- Visites concertades per a escoles, grups i públic especialitzat.

## Història
La història de l'Arxiu Municipal de Girona és gairebé tan antiga com l'administració local del municipi. Ja en els primers inventaris del segle xv, es fa esment d'un indret de l'edifici on s'allotja la institució, on es guardaven els llibres de privilegis, les cartes reials, la correspondència, els comptes del clavari o els cartorals verd i vermell, i que tota aquesta documentació, era tancada en arcs de màxima seguretat, ja que es consideraven d'un gran interès. L'any 1498, ja es fa esment de l'arxiu com una dependència amb personalitat pròpia, on es guardaven llibres antics, a més d'altres peces antigues com vestits i armes, i l'any 1716, també el trobem citat en el "Libro General de Catastros".
A partir del segle xviii, trobem els primers intents d'organitzar la informació que es conserva a l'arxiu: sabem que el 1744 l'Ajuntament fa un inventari de documents amb què compta, i el 1755 es planteja la necessitat de contractar un arxiver i reorganitzar l'arxiu, ja que es tronava humitejat i ple d'insectes. Però la contractació d'un arxiver no es farà efectiva fins al gener de 1803, quan F. Burchsorís començà a tractar la informació que es conservava a l'arxiu, i malgrat les interrupcions de l'ocupació francesa, dedicarà certs esforços a procurar per la conservació de la documentació antiga. A mitjans de segle xix, l'arxiver Julián de Chía, realitzarà una gran tasca de conservació, ordenació i inventarització dels fons documentals. A partir del 1913, es té constància que Fernandeo Vez i Joan Tarré s'ocupaven de l'arxiu.
Però no serà fins al 1930, quan es proposarà dotar l'arxiu d'un edifici propi, a la Pujada de Sant Martí, per tal de poder–hi encabir tota la documentació antiga del municipi. Però les turbulències polítiques de la guerra, i els posteriors esdeveniments bèl·lics, dificultaren les tasques de l'arxiu, i aquest restà en descuit.
El 1974, l'alcalde Ignasi de Ribot i de Balle va agençar els pisos 3 i 4 de l'Ajuntament per a encabir–hi l'arxiu històric, i dotar–lo així d'un espai adequat. A finals dels anys 80, l'historiador i alcalde Joaquim Nadal va iniciar un procés per a dignificar l'arxiu, i va comprar armaris compactes i arxivadors per plànols, a més d'adequar un espai al costat del Museu d'Història de la Ciutat de Girona, on hi havia hagut l'institut de Girona durant les últimes dècades.

## Edificis
L'Arxiu Administratiu de l'Ajuntament de Girona es troba en l'interior mateix de l'ajuntament, a la Plaça del Vi número 1. L'edifici on està ubicat actualment l'Arxiu Històric de la Ciutat de Girona, situat a la Placeta de l'Institut Vell número 1, és l'antic Convent de Sant Antoni que va ser construït durant el segle xviii, per convertir-se durant el segle xix en l'Institut de Girona. Actualment, l'arxiu comparteix aquest edifici amb el Museu d'Història de la Ciutat de Girona, i altres serveis del Servei de Gestió Documental de l'Ajuntament de Girona.

## Fons de l'Arxiu Històric de la ciutat

### Fons d'institucions públiques
- Ajuntament de Girona (1144 – 2005)
- Ajuntament de Palau-sacosta (1860 – 1963)
- Ajuntament de Sant Daniel (1862 – 1963)
- Ajuntament de Santa Eugènia de Ter (1826 – 1963)
- Junta de Reials Obres (1716 – 1789)
- Taula de canvi (1537 – 1714)[4]

### Fons d'institucions religioses
- Convent de Sant Domènec (1412 – 1652)[4]

### Fons d'entitats i associacions
- Assemblea de Catalunya a Girona (1971 – 1977)
- Assemblea Permanent per a la Llibertat dels Independentistes Catalans Detinguts (1992 – 1994)
- Associació de Veïns de Pedret Nostra Senyora del Pilar (1979 – 1999)
- Associació "La Caridad" (1910 – 1945)
- Círculo Artístico de Gerona (1947 – 1977)
- Premis Literaris de Girona - Fundació Prudenci Bertrana (1967-)[5]

### Fons d'activitats personals o professionals
- Família Audouard (1867-1960)
- Pau Audouard i Deglaire (1879-1910)
- Joan Barber i Garriga (1916-1934)
- Barber-Pereferrer (1916-1928)
- Joan Basseda i Casas (1840-1860)
- Carles Batlle i Ensesa (1910-1930)
- Emili Blanch i Roig (1897-1996)
- Família Boschmonar (1910-1922)
- Joaquim Botet i Sisó (1846-1917)
- Josep Bronsoms i Nadal (1877-1990)
- Josep Buil i Mayral (1950-1980)
- Família Calderó (1523-1934)
- Emili Casademont i Comas (1930-2012)
- Joan Clota i Prat (1909-1996)
- Joaquim Curbet i Hereu (1976-1984)
- Jordi Gibert i Gibert (1920-1999)
- Ricard Giralt i Casadesús (1884-1970)
- Josep Granés i Hostench (1959-1965)
- Josep Jou i Parés (1892-1968)
- Joan Masó i Valentí (1922-1963)
- Santiago Masó i Valentí (1878-1960)
- Pelagi Negre i Pestells (1600-1986)
- Josep M. Pagès i Vicens (1896-1981)
- Josep Pascual i Prats (1854-1931)
- Joan Pereferrer i Mateu (1916-1974)
- Joaquim Puigvert i Pastells (1954-1985)
- Carles Rahola i Llorens (1881-1939)
- Narcís Roure i Figueras (1865-1951)
- Josep Maria Sabench (1961 ca.-1989)
- Narcís Sans i Prat (1941-1986)
- Moisès Tibau i Pell (1982 – 1985)
- Francesc Torres Monsó (1940-1999)
- Amis Unal d'Ala (1864-1913)
- Octavi Unal i Anchelergues (1920-1983)
- Emili Unal i Ricoma (1906-1950)
- Antoni Varés Martinell (1930-1965)
- Josep Vila i Burch (1880-1955)

### Fons d'establiments comercials i empreses
Hermanos Bech de Careda (1872 – 1966), Bech de Careda, SL (1943 – 1966), Empreses Clota (1869 – 1998), Compañía de Ferrocarril de Olot a Gerona (1879 – 1984), Ferrocarril Económico de Olot a Gerona (1909 – 1939), Ferrocarril Olot-Girona (1883 – 1984), Ferrocarriles Españoles de Vía Estrecha (FEVE) (1963 – 1969), Foto Lux (1915 – 1988), Fotografía Unal (1867 – 1983), Immobiliària Clota (1869 – 1998), Impremta Masó (1901 – 1991), Mercería Vídua d'Albert Pla (1920 ca. – 1971), The Olot and Gerona Railway Company Limited (1891 – 1909), Pizzeria el Caprici (1984 – 1994), Promotora Olot, S.A. (Proolot) (1960 – 1996), Pub Nou Novecent (1977 – 1990), Radio Cadena (Girona) (1988 – 1991), Renta Garrotxa, SA (1959 – 1987), Rimbaud i Blanch, Arquitectes (1939 – 1988), Salvatella advocats (1971 – 1987), Taxis Feliciano Clota (1931 – 1961), Televisió de Girona (1986 – 2005) i La Voz de Gerona (1965 – 1988).

## Instruments de descripció
Fins a l'any 1983, l'Arxiu Històric Municipal de Girona no havia comptat mai amb un instrument de descripció que mostrés l'important fons de caràcter històric que conté, encara que al llarg del temps, s'havien iniciat diversos intents, que en cap cas reeixiren, bàsicament per la gran quantitat de documentació, que dificultava l'elaboració d'un inventari exhaustiu fet per una sola persona. En aquest sentit, cal fer esment d'un índex per matèries que començà l'Arxiver-Secretari Julián de Chía, que conté nombroses remarques de fets puntuals de la història de la ciutat, i que eren les notes que ell extreia del Manual d'Acords, mentre duia a terme la seva tasca personal d'investigació.

Per altra banda, també convé esmentar que el Dr. Lluís Batlle feu una breu relació de les principals sèries de l'arxiu, que ens permeté tenir una idea força clara de la mena de documentació històrica que hi havia a l'Ajuntament. També cal destacar, que durat el segle xx, el fons original de l'Ajuntament es va veure incrementat enormement per l'adquisició d'un important fons d'obres públiques de les comarques gironines, de diversos llibres editats a Girona en els segles xviii i xix, de fotografies de la ciutat procedents de particulars, i de nombroses donacions.

Així doncs, el 1983 Ramon Alberch i Fugueras va realitzar una guia-inventari, on s'especifiquen tots els fons i documents que trobem a l'arxiu.

## Conferències organitzades
De forma anual, l'arxiu organitza cicles de conferències temàtiques sobre la història de la ciutat. Aquí tenim alguns exemples de les últimes edicions:
- 2020: "Girona. Catedrals, esglésies i convents. Del naixement de l'Església local a l'època moderna"
- 2019: "Elits, 'burgesies' i classes mitjanes a la Girona contemporània"
- 2018: "Fotografiar Girona (II). Creació, tècnica i memòria"
- 2017: "Fotografiar Girona (I). Creació, tècnica i memòria"
- 2016: "Girona. Aigua i ciutat (II)"
- 2015: "Girona. Aigua i ciutat (I)"
- 2014: "Girona. Construir la ciutat (II): de l'edat moderna fins als nostres dies"
- 2013: "Girona. Construir la ciutat (I): de Kerunta a la crisi baixmedieval"
- 2012: "El govern de la ciutat (II): de la Guerra del Francès a la fi del franquisme"
- 2011: "El govern de la ciutat: de la Gerunda romana (segle I aC) a la Girona borbònica (segle xviii)"
- 2010: "Ensenyar i aprendre. Mestres i estudiants a la Girona del segle XX"
- 2009: "Girona 1939–1953. Exilis, repressions i complicitats"
- 2008: "Girona i la Guerra del Francès (1808–1814)"
- 2007: "Església, societat i poder a Girona. Segles XVI-XX"
- 2006: "Segona República i Guerra Civil a Girona (1931–1939)"[7]